# Мартінсвілл (Огайо)
Мартінсвілл (англ. Martinsville) — селище (англ. village) в США, в окрузі Клінтон штату Огайо. Населення — 416 осіб (2020).

## Географія
Мартінсвілл розташований за координатами 39°19′15″ пн. ш. 83°48′39″ зх. д. / 39.32083° пн. ш. 83.81083° зх. д. (39.320854, -83.810873).  За даними Бюро перепису населення США в 2010 році селище мало площу 1,14 км², з яких 1,14 км² — суходіл та 0,00 км² — водойми.

## Демографія
Згідно з переписом 2010 року, у селищі мешкали 463 особи в 149 домогосподарствах у складі 118 родин. Густота населення становила 405 осіб/км².  Було 166 помешкань (145/км²).
Расовий склад населення:
| - 96,1 % — білих - 1,3 % — чорних або афроамериканців - 0,2 % — азіатів - 2,4 % — осіб інших рас |

До двох чи більше рас належало 0,0 %. Частка іспаномовних становила 2,8 % від усіх жителів.
За віковим діапазоном населення розподілялося таким чином: 32,4 % — особи молодші 18 років, 55,5 % — особи у віці 18—64 років, 12,1 % — особи у віці 65 років та старші. Медіана віку мешканця становила 32,8 року. На 100 осіб жіночої статі у селищі припадало 98,7 чоловіків;  на 100 жінок у віці від 18 років та старших — 103,2 чоловіків також старших 18 років.
Середній дохід на одне домашнє господарство  становив 45 019 доларів США (медіана — 35 000), а середній дохід на одну сім'ю — 46 522 долари (медіана — 35 625). Медіана доходів становила 40 313 долари для чоловіків та 31 750 доларів для жінок. За межею бідності перебувало 27,3 % осіб, у тому числі 43,4 % дітей у віці до 18 років та 8,7 % осіб у віці 65 років та старших.
Цивільне працевлаштоване населення становило 145 осіб. Основні галузі зайнятості: виробництво — 26,9 %, освіта, охорона здоров'я та соціальна допомога — 16,6 %, роздрібна торгівля — 14,5 %.